# 12115 Robertgrimm
12115 Robertgrimm eller 1998 SD2 är en asteroid i huvudbältet som upptäcktes den 16 december 1998 av Catalina Sky Survey projektet. Den är uppkallad efter Robert Grimm.
Asteroiden har en diameter på ungefär 20 kilometer.